# Elaeocarpus acuminatus
Elaeocarpus acuminatus là một loài thực vật có hoa trong họ Côm. Loài này được Wall. ex Mast. mô tả khoa học đầu tiên năm 1874.